# بازگشایی رسمی مجلس

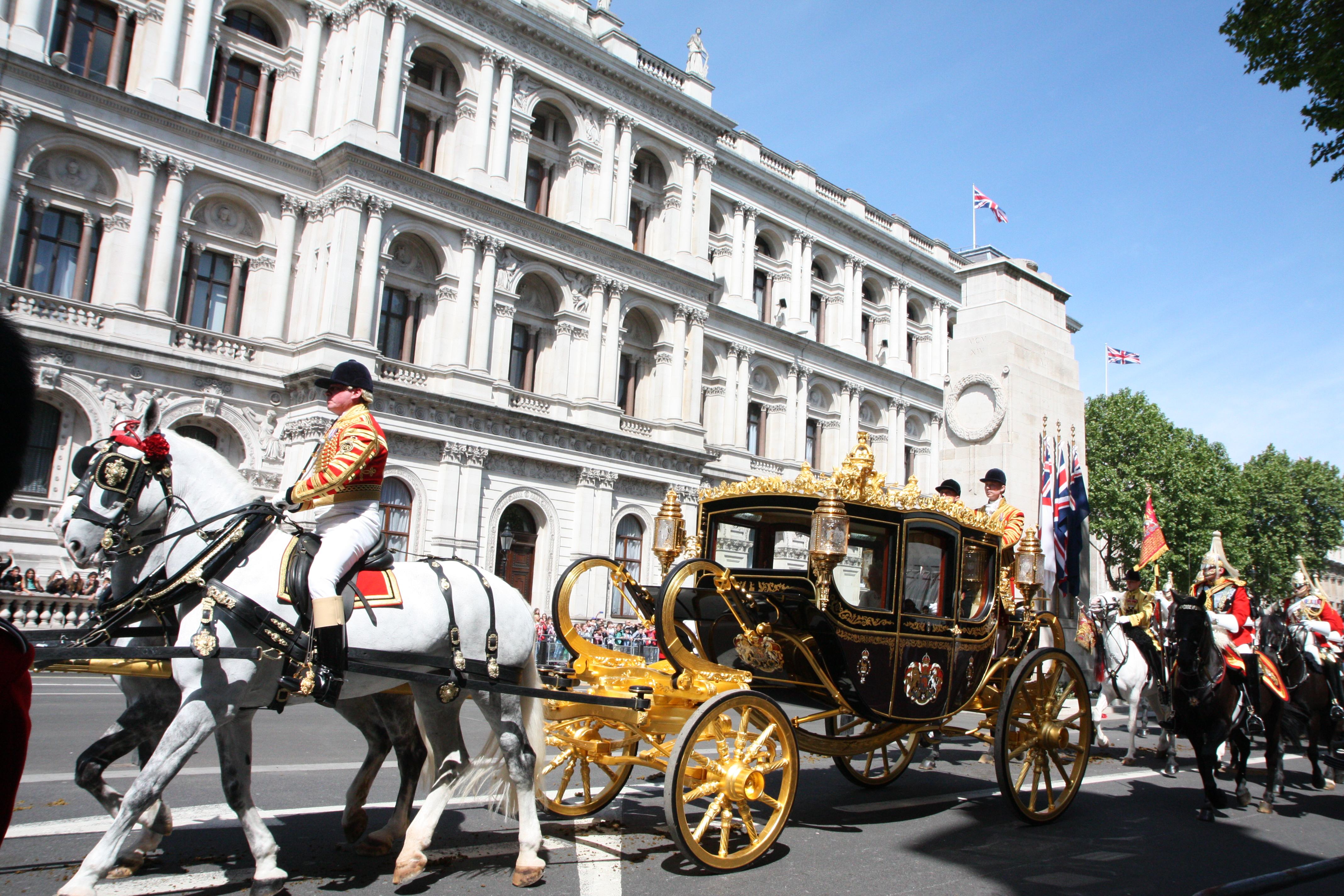
ملکه الیزابت دوم در حال گذر به کاخ وست‌مینستر برای گشایش رسمی مجلس در ۲۷ مه ۲۰۱۵

گشایش رسمی مجلس رویدادی است که به مناسبت آغاز رسمی یک دوره از مجلس انگلستان برگزار می‌شود. این رویداد دارای مراسم و مراحل معناداری است که با سخنرانی ملکه (یا سخنرانی پادشاه) شروع می‌شود. این مراسم نشان بارزی است از تاریخ، فرهنگ و سیاست معاصر این کشور و هر بار اجرای این مراسم یادآور این موارد بسیار مهم به عموم و خواص، از جمله عدم دخالت ملکه در امور اجرایی و سیاسی کشور، است.
این مراسم در مجلس لردها یا مجلس اعیان برگزار می‌شود.

## ترتیب اجرای مراسم

### جستجوی انبارها و مکان‌هایی که قابلیت اختفا دارند
بخاطر عدم تکرار نقشه ترور سال ۱۶۰۵ که گروهی برای ترور شاه جیمز در انبارها مخفی شده بودند این کار صورت می‌گیرد.

### جمع شدن مقامات و اعضای مجلس اعیان
اعضای مجلس اعیان رداهای خاص خود را می‌پوشند و به نمایندگان قوه قضاییه و نظامی‌ها می‌پیوندند. اما اعضای مجلس عوام با لباس‌های معمولی خود به سمت مجلس عوام حرکت کرده و در محل مجلس عوام باقی می‌مانند. رئیس مجلس عوام فریاد می‌زند که همه غیر از نمایندگان کلاه‌های خود را بردارند.

### تحویل دادن یک گروگان از مجلس
قبل از حرکت ملکه از کاخ مسئولین دربار یک عصا یا میله سفید را به ملکه می‌دهند. قبل از رسیدن ملکه به محل مجلس یکی از اعضای مجلس به عنوان گروگان به مسئول دربار به عنوان نماینده ملکه تحویل می‌شود تا ضمانتی باشد بر بازگشت سالم ملکه به کاخ خود. ریشه این مراسم برمی گردد به سال ۱۶۰۴ زمان پادشاهی چارلز اول که دخالت وی در کار مجلس منجر به جنگ خیابانی و در نهایت جدا شدن سر پادشاه گردید. هر جند امروزه این مراسم بیشتر جنبه سمبلیک دارد ولی هنوز نسخه‌ای از حکم قتل چارلز اول در محل قابل دیدی برای ملکه نصب شده‌است که سرنوشت پادشاهی که در اجرای دموکراسی خلل وارد کند را به وی یادآور شود.

### ارسال تاج به مجلس و سپس رفتن ملکه به مجلس
قبل از رفتن ملکه تاج وی ارسال می‌گردد. سپس ملکه به محل کاخ مجلس روانه می‌گردد.

### احضار و فراخوانی نمایندگان مجلس عوام از طرف ملکه به محل جلوس ملکه
ملکه دستور احضار نمایندگان عوام را می‌دهد تا برای گوش دادن به سخنرانی و فرمان وی حضور یابند. فرد مسئول احضار با عصا یا میله سیاه به سمت مجلس عوام راه می‌افتد و درست در جلوی درب در مجلس عوام به روی نماینده ملکه بسته می‌شود. این کار نمادین یادآور این است که ملکه هیچگاه حق دستور دادن به نمایندگان مردم و دخالت در امور اجرایی را ندارد. بعد از آن نماینده ملکه سه بار با عصای سیاه به در می‌کوبد و در باز می‌شود و نمایندگان مردم در حالیکه همه ساکت هستند با صدای بلند صحبت کرده و از روی اقتدار به سمت محل جلوس ملکه برای گوش دادن سخنرانی حرکت می‌کنند.

#### سخنرانی ملکه
ملکه سخنرانی را از روی متنی که توسط نخست‌وزیر(منتخب مجلس) نوشته شده می‌خواند و عنوان کلی وظایف دولت را می‌خواند. در طول سخنرانی هیچ تشویق یا تأییدی صورت نمی‌گیرد.

#### مذاکرات بعد از سخنرانی
هر دو مجلس بعد از رفتن ملکه یک جلسه تشریفاتی برگزار کرده و از ملکه بابت سخنرانی تشکر می‌کنند و بودجه‌ای نمادین را تصویب می‌کنند. قبل از شروع جلسه هر دو مجلس بار دیگر اعلام می‌کنند که بخاطر اصل تفکیک قوا از قوای پادشاهی استقلال کامل دارند.

#### اهمیت این مراسم
این مراسم که هر ساله پس از تمرین‌های متعدد توسط افراد تازه‌وارد شده به مجلس و دولت و سایر قوا برگزار می‌شود نماد اصل تفکیک قوا و تأکید و یادآوری سالانه عدم وجود حق دخالت در امور اجرایی توسط ملکه است.